# Eduard Grell
August Eduard Grell (né le 6 novembre 1800 à Berlin et mort le 10 août 1886 à Steglitz (Berlin) est un compositeur prussien, organiste et directeur de l'Académie de chant de Berlin.

## Biographie
Non loin de Saint-Nicolas dans le centre de Berlin, au numéro 12 de la Poststraße, est né August Eduard Grell, fils du secrétaire secret royal auprès du département des forêts August Wilhelm Grell (1769-1839), qui est un habile joueur d'orgue (actif comme organiste à l'église paroissiale de 1808 à 1839) et son premier professeur de musique. Une plaque commémorative avec un portrait en relief de Fritz Schaper commémore la maison natale de Grell, qui est installée à l'occasion de son 100e anniversaire en novembre 1900 et dont le magistrat berlinois a fait don. L'organiste Karl Kaufmann et Karl Nikolaus Türrschmiedt lui succédent comme professeurs de musique. Son oncle Otto Grell, membre de l'Académie de chant de Berlin, l'influence fortement sur le plan musical en tant que soliste ténor.
Après la mort de son professeur d'orgue Johann Georg Gottlieb Lehmann (de), le directeur musical de Saint-Nicolas, Eduard Grell lui succède à l'âge de seize ans. Parallèlement, il suit des cours de violon et étudie au lycée berlinois du monastère franciscain. Le théologien Carl Ritschl (de) et Johann Joachim Bellermann, directeur du lycée et responsable de la réintroduction des cours de chant dans les écoles prussiennes,sont considérés comme ses professeurs et ses soutiens durant cette phase de sa vie.
Eduard Grell étudie la composition avec Carl Friedrich Zelter et Carl Friedrich Rungenhagen. Après avoir quitté l'école en 1817, il entra à l'Académie de chant. Il poursuit sa formation théorique à Erfurt auprès de Michael Gotthard Fischer (de). De 1841 à 1886, il est membre de la section musicale de l'Académie prussienne des arts, au sénat de laquelle il est nommé en 1852. En mars 1853, il devient le nouveau directeur de l'Académie de chant de Berlin et de la Zeltersche Liedertafel, succédant à Rungenhagen, décédé en décembre 1851. Peu de temps après, il démissionne du poste d'organiste de la cour et de la cathédrale de Berlin, qu'il a succédé à Ludwig Hellwig en 1839.
Dans la seconde moitié du XIXe siècle, il est considéré comme l'une des personnalités les plus remarquables de la vie musicale berlinoise, un compositeur exceptionnellement fécond et polyvalent et un défenseur de l'idéal de la musique vocale « nue », le chant a cappella. Grell compose principalement de la musique vocale, notamment des Singspiele, des cantates, des oratorios et des opéras. Il écrit également trois symphonies, trois quatuors à cordes et de nombreuses fugues.
La majeure partie de sa musique d'église est basée sur le style a cappella de la période Palestrina. Dans le domaine protestant, Grell est considéré comme cofondateur d'une renaissance Palestrina aux côtés de Siegfried Dehn et Heinrich Bellermann. L'un des grands mérites de Grell est la restauration des oratorios de Haendel dans leur forme originale, éliminant les ajouts et les omissions aliénantes dans le chant et l'orchestration dues au "Zeitgeist".
Dans sa fonction à l'Académie de chant, cependant, il s'en tient à ce qui a fait ses preuves. Il ne fait que poursuivre la renaissance des oratorios de Bach. C'est ainsi que, sous son impulsion, le 17 décembre 1857, l'Oratorio de Noël est rejoué pour la première fois depuis la mort de Bach.
Le 13 juin 1876, il quitte la direction de l'Académie de chant.
Eduard Grell est mort en 1886 à Steglitz. Après une cérémonie funéraire à l'Académie de chant, il est enterré le 13 août 1886 au cimetière de Friedrichswerder sur la Bergmannstraße à Berlin. Sa pierre tombale est ornée d'un portrait en marbre tondo créé par Fritz Schaper. De 1956 à 2014, la tombe est dédiée comme tombe d'honneur de Berlin.

## Œuvres (sélection)
- Andante cantabile, D-Dur, Violoncello solo und Streichquartett (Streichorchester oder Klavier), Seiner Excellenz dem Geheimen Rath Herrn Sulzer, Verlag R. Sulzer Nachfolger, Berlin
- Lorbeer und Rose, Duett für zwei Singstimmen und Klavier, op. 6
- Duettino concertante, F-Dur, für zwei Violoncelli und Streichorchester (oder Klavier), Verlag R. Sulzer Nachfolger, Berlin
- Dem in der Finsternis, für Chor und Orchester, Wildt’s Musikverlag, Dortmund
- Larghetto für 4 Violoncelli, F-Dur, Verlag R. Sulzer Nachfolger, Berlin, 1879
- Terzetto, D-Dur, für drei Violoncelli und Streichorchester (oder Klavier), Verlag R. Sulzer Nachfolger, Berlin
- Gnädig und barmherzig für Männerchor, achtstimmig
- Die Israeliten in der Wüste, Oratorium
- 16stimmige Messe, a cappella, 1861
- Der Herr ist König und herrlich geschmücket, Lied
- Die Gnade des Herrn währt von Ewigkeit zu Ewigkeit, Lied
- Erhaben, o Herr, über alles, Lied
- Gott, gib Fried in diesem Lande, Lied
- Preiset Gott, ihr Völker der Erde, Lied
- Und dräut der Winter noch so sehr (Hoffnung), Lied
- Was lockt mich an mit süßem Ton? (Frühlingsfest), Lied
- Suse, liebe Suse, was raschelt im Stroh?, Lied
- Herr, deine Güte reicht so weit, Lied
- Pfingstlied für 3 Solo- und 4 Chorstimmen mit Begleitung des Pianoforte, Op. 11, T. Trautwein, Berlin
- Drei kurze und leichte vierstimmige Motetten, Männerchor mit Begleitung der Orgel- oder des Pianoforte, Op. 13, T. Trautwein, Berlin
  - Herr, neige deine Ohren
  - Herr, deine Güte reicht so weit
  - Lobe den Herrn, meine Seele, Psalm 103
- Selig sind die Todten für 4 Solo und 4 Chorstimmen, Op. 18, T. Trautwein, Berlin
- Der Herr ist mein Hirte für 5 Solo und 4 Chorstimmen mit Begleitung des Pianoforte, Op. 19, T. Trautwein, Berlin
- Zwei achtstimmige Motetten, Op. 22, T. Trautwein, Berlin
- Drei Motetten für gemischten Chor, Op. 34, H. Oppenheimer, Hameln
  - Herr, ich habe lieb die Stätte deines Hauses (Pfingsten und andere Zeiten)
  - Herr, gedenke unser nach deinem Wort (Reformationsfest, Missionsfest usw.)
  - Lobe den Herrn, meine Seele, (Erntedankfest und andere Lob- und Dankfeste)
- Te deum laudamus für Solo und Chorstimmen mit Begleitung von 2 Violinen, Alto, Basso, 2 Oboen, 2 Fagots, Op. 38, T. Trautwein, Berlin, um 1850
- Urfinsternis, für Männerchor, Soloquartett (kleiner Chor) und großer Chor, Schott, London
- Missa Solemnis für 16-stimmigen Chor a cappella, Bote & Bock, Berlin
- Kurze und leicht ausführbare Messe op. 69 für SATB a cappella (Soli oder Halbchor ad lib.)

## Honneurs (sélection)
- Titre de professeur
- Doctorat honorifique en théologie
- 1846 : Ordre de l'Aigle rouge de 4e classe
- 1864 : Pour le Mérite pour la science et les arts
- Une rue du quartier de Prenzlauer Berg à Berlin porte son nom.

## Publication
- Eduard Grell, Aufsätze und Gutachten über Musik, Nach seinem Tode herausgegeben von Heinrich Bellermann, Julius Springer, Berlin, 1887.